# Mircea al III-lea
Mircea al III-lea (n.  ? – d. 1534, Sibiu, Regatul Ungariei Răsăritene), confundat câteodată cu fratele lui mai mic Miloș, a fost domn al Țării Românești între octombrie 1509 - ianuarie 1510. Era fiul lui Mihnea I cel Rău.

## Biografie
Domnia sa a fost considerată incertă, sau că a fost doar asociat la domnie de tatăl său, dar documentele emise de el în cele câteva luni pe tron, spun altfel - Mircea le-a semnat cu numele lui în maniera obișnuită pentru voievozii vremurilor acelea. Mihnea cel Rău i-a cedat tronul fiului său în contextul numirii la Istanbul ca domn a lui Vlad cel Tânăr (Vlăduț), probabil cu intenția de a crește sprijinul intern pentru familia domnitoare, dată fiind impopularitatea lui Mihnea la acel moment. Tatăl a rămas însă în țară, probabil într-o poziție privilegiată de sfătuitor apropiat al fiului, până în ianuarie 1510 când a plecat în Transilvania pentru a obține sprijin acolo împotriva noului pretendent sprijinit de boierii Craiovești și de Mehmet Mihaloglu Bey, puternicul Pașă de Nicopole (și înrudit cu Craioveștii pe linie maternă). De aceea în februarie 1510 când a avut loc bătălia de la Cotmeana, Mihnea cel Rău nu apare printre combatanți, fiind plecat la Sibiu din ianuarie cu soția sa, Voica, și cu restul copiilor.
Rezultatul defavorabil al luptei îl face pe Mircea să se alăture pribegilor de la Sibiu, astfel încât pe 12 martie, ziua asasinării lui Mihnea cel Rău pe treptele Bisericii Parohiale, se afla acolo. Venind în întâmpinarea tatălui său, ce tocmai ieșea de la slujbă, a ajuns prea târziu pentru a-l mai ajuta, însă i-a ucis pe doi dintre asasini, pe Danciu Țepeluș, fiul lui Basarab cel Tânăr Țepeluș (Basarab al IV-lea - a domnit 1477-1482 cu întrerupere), și pe Albu vistierul, iar pe Dimitrie Iacșici(Jaksic) de Nădlac, coborâtor din despoții sârbi și a cărui soție fusese batjocorită de Mihnea, l-a rănit grav.
Mircea al III-lea a mai încercat în iarna lui 1511 să recâștige tronul trecând cu o mică armată din Brașov in Muntenia dar a fost învins la Gherghița de oastea lui Vlăduț în care s-a distins atunci boierul Danciu (Gogoașă) Craiovescu. O altă încercare tot nereușită a făcut tot plecând din Transilvania în vara lui 1512, de astă dată fiind învins de Neagoe Basarab. În anul 1514 este menționat la Cetatea de Baltă. A murit pare-se tot în Transilvania in 1534 (1537 după alții)  anul când se născu Petru fiul lui cel mai mic (viitorul domn Petru Șchiopul).